# Catilina Aubameyang
Pour les articles homonymes, voir Aubameyang.
 (décembre 2016).
Si vous disposez d'ouvrages ou d'articles de référence ou si vous connaissez des sites web de qualité traitant du thème abordé ici, merci de compléter l'article en donnant les références utiles à sa vérifiabilité et en les liant à la section « Notes et références ».
 (décembre 2016).
Catilina Aubameyang, né le 1er septembre 1983 à Libreville, est un footballeur gabonais.

## Biographie
Son père Pierre Aubameyang et ses deux frères Willy Aubameyang et Pierre-Emerick Aubameyang sont tous les trois des joueurs de football professionnels. 

### Débuts en Italie
Catilina Aubameyang commence sa carrière européenne à la Reggiana dans l'équipe juniors. 
En 2000, il rejoint l'équipe primavera du Milan AC, où son père est recruteur. 
En 2002-2003, il rentre en fin de match en Ligue des Champions contre La Corogne, compétition qu'il remportera en fin de saison. Il remporte également la Coupe d'Italie en 2003. 
En février 2004 il joue un match amical en équipe de France espoirs, titularisé par Raymond Domenech lors d'un déplacement en Belgique. 
Après plusieurs prêts dans les divisions inférieures italiennes et en Suisse, il quitte le Milan en 2006 pour rentrer au Gabon au Canon 105 Libreville.

### Passage en France
En 2007 il signe deux ans à l'AC Ajaccio. 
Après une expérience mitigée au Gazelec Ajaccio, il rejoint en Octobre 2011 le FC Sapins Libreville avec son frère Willy. 

### Retour en Italie
À la fin de son contrat en 2013, il repart en Italie en série D au FC Verbano. il quittera le club après seulement un match. En décembre il rejoint UC Cairate. 
En 2014, Aubameyang quitte l'UC Cairate pour FC Tradate (Promozione, Groupe A). Il marque son premier but pour sa nouvelle équipe le 28 septembre 2014[réf. nécessaire]. Il quitte le FC Tradate le 15 décembre 2014[réf. nécessaire]. Le 16 décembre, Aubameyang rejoint le Mozzate Calcio 1923 un autre club amateur de Lombardie. Il joue son premier match le 21 décembre 2014 comme titulaire au poste d'ailier droit.

## Carrière
- 1998-2000 : AC Reggiana  Italie
- 2000-2003 : AC Milan  Italie
- 2003-2004 : US Triestina  Italie
- 2004-janvier 2005 : Rimini CFC  Italie
- janvier 2005- juin 2005 : AC Ancône  Italie
- 2005-janvier 2006 : FC Lugano  Suisse
- janvier 2006- juin 2006 : FC Chiasso  Suisse
- 2006- janvier 2007 : FC 105 Libreville  Gabon
- janvier 2007-2007 : Paris FC  France
- 2007-Oct. 2010 : AC Ajaccio  France
- Juil.-Oct. 2010 : GFCO Ajaccio  France
- 2011 : FC Sapins  Gabon[2]